# دریای آرال غربی
دریای آرال غربی (به قزاقی: Батыс Арал теңізі، باتىس ارال تەڭىزى) و یا دریای آرال بزرگی (به ازبکی: Katta Orol dengizi، کتته آرال دېنگیزی) یک دریاچه و آبگیر در قزاقستان است که در استان آق‌تپه واقع شده‌است.